# Хосе Паломино
Хосе Луис Паломино (на испански: José Luis Palomino), роден на 5 януари 1990 г., е аржентински професионален футболист, централен защитник. От 29 юни 2017 г. е играч на Каляри. Преди това е играл в Сан Лоренцо, Архентинос Хуниорс, Мец, Лудогорец и Аталанта.

## Кариера

### „Лудогорец"
Дебютира за Лудогорец в мач от Шампионската лига на 2 август 2016 г. в срещата от третия предварителен кръг Цървена звезда-Лудогорец 2-4 . Дебютира за Лудогорец в официален мач от ППЛ на 6 август 2016 г. в срещата от втория кръг Лудогорец-Ботев Пловдив (4-1) . Дебютира във Втора ПЛ в 12-ия кръг на 11 ноември 2016 г. в срещата Лудогорец II-Ботев Гълъбово 2-0 . Отбелязва първия си гол за Лудогорец в официален мач от ППЛ на 18 март 2017 г. в срещата от 25-ия кръг Лудогорец-Дунав Русе 2-2 .

## Успехи
Лудогорец
- Първа лига (1): 2016/17